# Старунин, Александр Иванович
Александр Иванович Старунин (26 марта 1899 года, с. Елховка, Нижегородская губерния, Российская империя — умер после 1942 года) — советский военачальник, полковник (1938).

## Биография
Родился 26 марта 1899 года в селе Елховка, ныне Круто-Майданский сельсовет, Вадский район, Нижегородская область, Россия. Русский.

### Военная служба

#### Гражданская и Советско-польская война
12 мая 1919 года Старунин был призван в РККА  и служил красноармейцем и курсантом полковой школы в 8-м Приволжском полку. В апреле 1920 года зачислен курсантом на Нижегородские советские пехотные курсы, по окончании которых с августа командовал взводом и ротой в 208-м стрелковом полку 24-й Симбирской железной стрелковой дивизии. В ее составе участвовал в Советско-польской войне, прошел с боями от Мозыря до  Сокаля на реке Буг.  Затем полк боролся с петлюровцами, бандитизмом в Винницкой губернии. С сентября 1921 года Старунин командовал взводом в 215-и и 210-м стрелковых полках.

#### Межвоенные годы
С июня 1922 года Старунин продолжал служить в 210-м стрелковом полку помощником командира и врид командира роты, затем командовал взводом в 70-м стрелковом полку. В ноябре 1923 года направлен в Донбасс на формирование 238-го стрелкового полка 80-й стрелковой дивизии. По прибытии к месту службы исполнял должность командира роты. С октября 1924 года по август 1925 года проходил подготовку на курсах «Выстрел». Член ВКП(б) с 1924 года. Вернувшись в полк, исполнял должности командира роты и начальника полковой школы.
В мае 1930 года зачислен слушателем восточного факультета в Военную академию РККА им. М. В. Фрунзе. После завершения обучения в мае 1933 года назначен в  IV (разведывательное) управление Штаба РККА, где проходил службу начальником сектора 3-го отдела, помощником начальника отделения и секретным уполномоченным 1-го отдела, врид заместеля начальника и врид начальника 1-го отдела, врид помощника начальника Разведуправления.
19 июня 1939 года полковник  Старунин назначен преподавателем тактики кафедры военных дисциплин Куйбышевской военно-медицинской академии. В марте 1941 года  опубликовал статью «Оперативная внезапность», где определил понятие «оперативная внезапность» и набросал контур шести целей в начальный период войны, включая: завоевание превосходства в воздухе, разрушение вражеского снабжения и топливных запасов, подрыв его мобилизации в некоторых округах, парализацию транспортной системы для остановки и задержки развертывания основных сил, захват определенных специфических областей военного и политического значения, разрушение вражеских сил прикрытия и части основных сил, как только они развернутся на основном стратегическом направлении («Военная мысль», 1941, № 3, с. 27-35).

#### Великая Отечественная война
10 июля 1941 года полковник Старунин назначен начальником штаба 311-й стрелковой дивизии, формировавшейся в городе Киров. С 11 по 15 августа она была передислоцирована на Северо-Западный фронт и с 17 августа, войдя в состав 48-й армии, вела тяжелые бои южнее города Чудово. В ходе их дивизия потерпела тяжелое поражение. В самый последний момент полковнику  Старунину удалось избежать окружения. 20 августа город Чудово был сдан противнику, а  Старунин  был арестован и за сдачу города отдан под суд военного трибунала. Через два месяца освобожден из-под ареста и назначен начальником штаба 191-й стрелковой дивизии 4-й отдельной армии. В этой должности принимал участие в Тихвинских оборонительной и наступательной операциях. Указами Президиума Верховного Совета СССР от 17 декабря 1941 года за отличия в боях при освобождении города Тихвин дивизия и ее начальник штаба полковник  Старунин были награждены орденами Красного Знамени. В дальнейшем ее части вели упорные оборонительные бои в районе  Лезно. 25 января 1942 года она вошла в подчинение 2-й ударной армии Волховского фронта и сосредоточилась в районе Мясного Бора.  27 января 1942 года  после гибели  командира 191-й стрелковой дивизии генерал-майора  Т. В. Лебедева полковник  Старунин вступил в  командование этой дивизией и  участвовал с ней в Любанской наступательной операции. 17 февраля дивизия была отрезана от основных сил и вела ожесточенные бои в районе Апраксин Бор. Большая часть дивизии, в том числе и  полковник Старунин, из окружения не вышла. При выходе возглавляемая им группа 7 марта 1942 года на одной из лесных дорог была встречена разведдозором 254-й пехотной дивизии немцев. В результате перестрелки командир дивизии Старунин был ранен и попал в плен. 20 апреля 1942 года Старунин был доставлен в лагерь  Хаммельбург (Oflag-XIII D) для  военнопленных офицеров Красной Армии.  Дальнейшая его судьба неизвестна.

## Награды
- орден Красного Знамени (17.12.1941)[5]
- медаль «XX лет Рабоче-Крестьянской Красной Армии» (1938)[5].